# Stony Lake, Ontario
Stony Lake är en sjö i Kanada.   Den ligger i countyt Peterborough County och provinsen Ontario, i den sydöstra delen av landet, 210 km sydväst om huvudstaden Ottawa. Stony Lake ligger 232 meter över havet.
I omgivningarna runt Stony Lake växer i huvudsak blandskog. Runt Stony Lake är det glesbefolkat, med 8 invånare per kvadratkilometer.